# University of Management and Technology (Pakistan)
University of Management and Technology är ett privat universitet i Pakistan inom ekonomi, naturvetenskap och teknik. Universitetet har campus i Lahore och i Sialkot i Pakistan.